# Carl Johan Tornberg

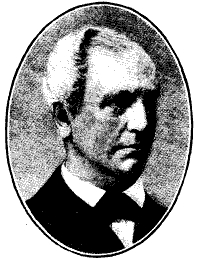
Carl Johan Tornberg

Carl Johan Tornberg (* 23. Oktober 1807 in Linköping; † 6. September 1877 in Lund) war ein schwedischer Orientalist.

## Leben
Tornberg studierte von 1826 an zu Uppsala Theologie und orientalische Sprachen, habilitierte sich 1835 daselbst als Dozent des Arabischen, setzte 1836–38 seine Sprachstudien noch in Paris unter Silvestre de Sacy, Pierre Amédée Jaubert und Étienne Marc Quatremère fort und wurde 1844 außerordentlicher, 1850 ordentlicher Professor der morgenländischen Sprachen an der Universität zu Lund. 1858/59 amtierte er als Rektor der Universität.
Im Dezember 1873 wurde er zum korrespondierenden Mitglied der Russischen Akademie der Wissenschaften in Sankt Petersburg gewählt.

## Mitgliedschaften
Carl Johan Tornberg war Mitglied der Deutschen Morgenländischen Gesellschaft.

## Werke

### Orientalistik
- Ibn al-Wardis Fragmenta libri Margarita mirabilium (mit lat. Übersetzung, Uppsala 1835-45, 2 Bde.)
- Primordia dominationis Murabitorum (aus dem Kartas genannten Buch, Uppsala 1839)
- Ibn Khalduns Narratio de expeditionibus Francorum in terras Islamismo subjectas (Uppsala 1840)
- Ibn abi Zera' Fesanos Annales regum Mauritaniae (im Arabischen Roudh el Kartas, mit lateinischer Übersetzung und Noten, Uppsala 1843–1846, 2 Bde.)
- Notiz über die in der Universitäts-Bibliothek zu Lund aufbewahrten Wildenbruch'schen Handschriften. In: Zeitschrift der Deutschen Morgenländischen Gesellschaft, Band 5. 1851. S. 483–508 (Digitalisat).
- Ibn al-Athirs umfangreiches Chronicon, quod perfectissimum dicitur (im Arabischen: Kamil Ette warikh, Leiden 1851-74, 13 Bde.).
- De linguae Aramaeae dialectis (Uppsala 1842)
- Beschreibung des Codices arabici, persici et turcici bibliothecae Upsaliensis (Uppsala 1849)
- Beschreibung des Codices orientales bibliothecae Lundensis (Lund 1850)

### Numismatik
- Symbolae ad rem numariam Muhammedanorum (Uppsala 1846–1856, 3 Tle.)
- Numi cufici (Uppsala 1848)
- Ueber die Ausgrabungen arabischen Geldes in Schweden binnen der letzten zwei Jahre 1855 und 1856. In: Zeitschrift der Deutschen Morgenländischen Gesellschaft, Band 11. 1857. S. 542–547 (Digitalisat).
- Versuch einer Erklärung der S. 467 ff. besprochenen orientalischen Kupfermünzen (Münztafel 4, 5 u. 6). In: Zeitschrift der Deutschen Morgenländischen Gesellschaft, Band 11. 1857. S. 735–737 (Digitalisat).